# Autolyca
Autolyca is een geslacht van Phasmatodea uit de familie Pseudophasmatidae. De wetenschappelijke naam van dit geslacht is voor het eerst geldig gepubliceerd in 1875 door Carl Stål.

## Soorten
Het geslacht Autolyca omvat de volgende soorten:
- Autolyca albifrons Redtenbacher, 1906
- Autolyca daemonia Zompro & Hennemann, 2001
- Autolyca elena Gorochov & Berezin, 2008
- Autolyca herculeana Conle & Hennemann, 2002
- Autolyca pallidicornis Stål, 1875
- Autolyca picturata Redtenbacher, 1906
- Autolyca punctata Conle & Hennemann, 2002
- Autolyca sphaerocephala (Redtenbacher, 1906)